# Paul Barbe
François Barbe, noto come Paul Barbe (Nancy, 4 febbraio 1836 – IX arrondissement di Parigi, 29 luglio 1890), è stato un imprenditore e politico francese.
Fu per molti anni il socio francese di Alfred Nobel e il suo rappresentante in Francia.

## Biografia
Figlio di Jean-Baptiste Charles Barbe, fabbro che divenne maestro delle fucine a Liverdun e Tusey, Paul Barbe si diplomò nel 1855 al Polytechnique.
Già nel 1868 Nobel si unì a Barbe per lo sfruttamento della dinamite in Francia.
Nel 1870, sotto la potente gestione di Barbe, la fabbricazione della dinamite fu intrapresa a Liverdun in tre case operaie nella città della Croisette. Venne costruita una fabbrica a Paulilles, vicino al confine spagnolo, un luogo isolato scelto per motivi di sicurezza nazionale. "Il luogo scelto doveva essere il più lontano possibile dai confini orientali", aveva affermato Léon Gambetta.
Le capacità organizzative e il talento di amministratore di Barbe gli furono riconosciuti e fu così nominato responsabile della costituzione e dell'amministrazione di varie altre società, mentre Alfred Nobel si dedicava al miglioramento tecnico dei suoi prodotti.

### Fondazione dell'impero Nobel
Nel 1886, con l'aiuto di Barbe, furono fondate aziende produttrici di dinamite in Italia, in Spagna a Galdakao vicino a Bilbao, e in Svizzera.
Barbe ebbe un'influenza decisiva sull'ulteriore sviluppo delle società Nobel nel continente.
Insieme a Nobel, creò le basi di un impero multinazionale. Il risultato finale fu la costituzione di due grandi trust, Nobel Dynamite Trust Co. e Société Centrale de Dynamite.

### Brevetti francesi
Barbe propose di ridurre la sensibilità esplosiva del cotone in polvere aggiungendo nitrati organici o inorganici, in particolare nitrato d'ammonio (brevetto francese n° 159.214 del 17 décembre 1883).
Lo stesso inventore, al fine di garantire la neutralità e ridurre l'igroscopicità del nitrato d'ammonio, propose di aggiungere a questo sale carbonato d'ammonio (brevetto francese n° 68.189 del 10 aprile 1885).

### Rapporti con Alfred Nobel
Alfred Nobel aveva un socio competente in Barbe, ma i due uomini non divennero mai amici molto intimi.
Alfred aveva un grande rispetto per la professionalità di Barbe, ma presto si rese conto della sua inaffidabilità, ogni volta che i suoi interessi erano in campo. L'etica di Barbe non eguagliò mai quella di Nobel. Alfred Nobel aveva in passato descritto Barbe come qualcuno "Con ottime capacità al lavoro ma la cui coscienza era più elastica della gomma. È un peccato, perché questa combinazione di intuizione ed energia è così rara."

### Carriera politica
Nel 1885 Barbe fu eletto deputato del Dipartimento di Seine-et-Oise alla Camera dei deputati e divenne ministro dell'agricoltura dal 30 maggio al 12 dicembre 1887 nel primo governo Rouvier, continuando in seguito ad esercitare una notevole influenza politica come deputato.

### Speculazioni e scandalo del Canale di Panama
Barbe fu coinvolto in attività speculative illegali. Fuggì dai suoi creditori solo togliendosi la vita, nella sua casa parigina, il 29 luglio 1890.
Le manipolazioni illegali di Barbe all'insaputa di Nobel furono rese note a quest'ultimo solo dopo la morte del socio e gli causarono notevoli perdite finanziarie.
Lo scandalo del canale di Panama e il coinvolgimento di Barbe  misero Nobel in una situazione molto precaria.

### Sepoltura
Barbe venne sepolto l'11 agosto 1890 nel cimitero di Père-Lachaise, 81ª divisione, alla presenza di numerosi dignitari. I discorsi furono tenuti da Gustave-Adolphe Hubbard, deputato della Seine-et-Oise, da Gautherin, sindaco di Rambouillet, da Alfred Naquet, deputato e vicepresidente della Société de Dynamite di cui Paul Barbe era stato presidente e del banchiere e uomo politico Lorraine Edmond Goudchaux.

## Opere

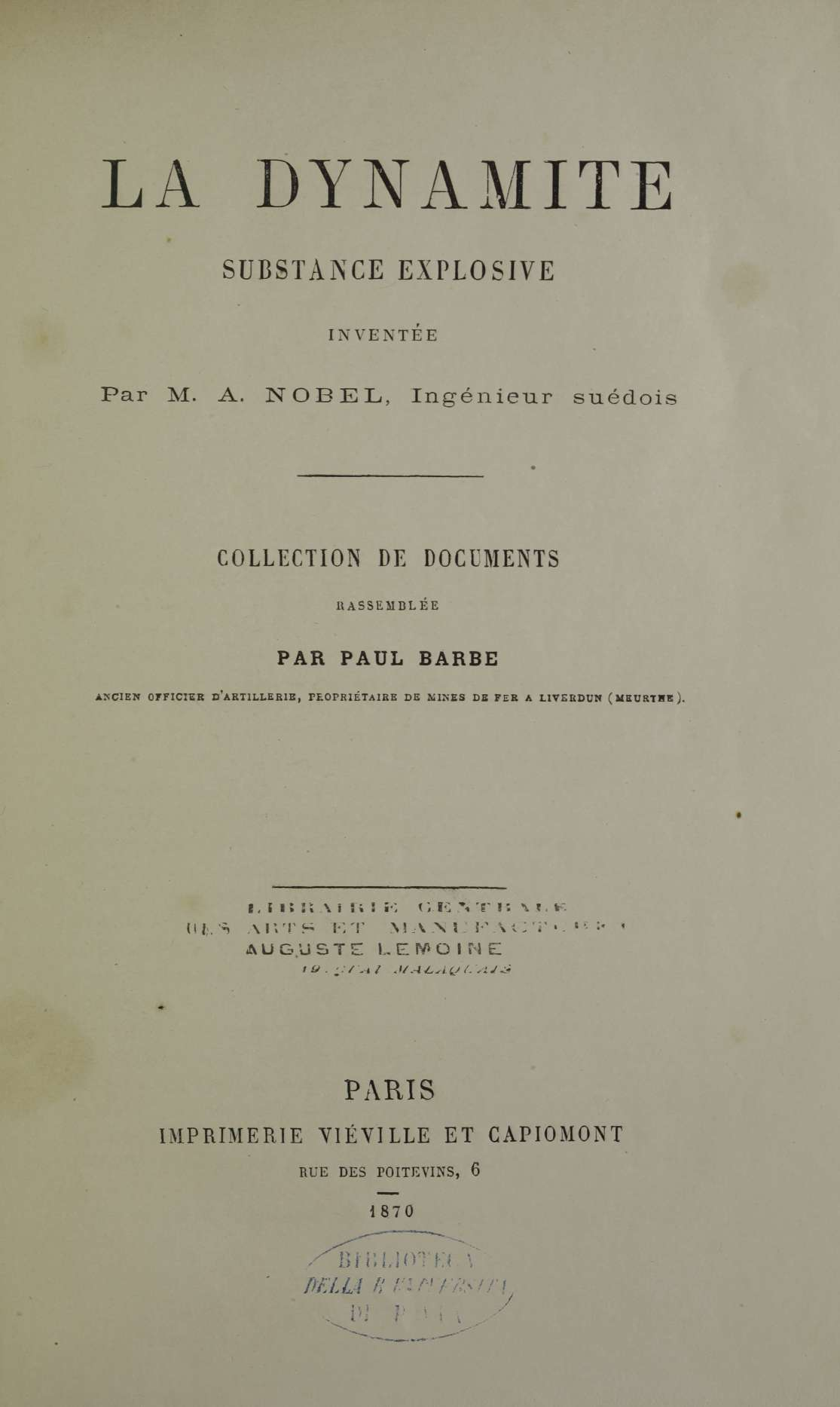
La dynamite, 1870

- (FR) La dynamite substance explosive inventée par M. A. Nobel ingénieur suédois, Paris, Viéville et Capiomont, 1870.
- Emploi simultané dans les mines et tunnels de la perforation mécanique et des dynamites Nobel, Bureau technique national des explosifs, Paris 1881.